# Щербин, Дмитрий Петрович
 Дмитрий Петрович Щербин  (8 ноября 1920 — 6 мая 1987) — командир батальона 202-й танковой бригады (19-й танковый корпус, 6-я гвардейская армия, 1-й Прибалтийский фронт). Полковник. Герой Советского Союза.

## Биография
Родился 8 ноября 1920 года на хуторе Никулинский ныне Киквидзенского района Волгоградской области в крестьянской семье. Окончил 8 классов. В Красную Армию призван в 1939 году Еланским РВК Сталинградской области. В 1941 году окончил Саратовское бронетанковое училище.

#### Великая Отечественная война
На фронте — с июня 1941 года. Воевал на Западном, Брянском, Центральном, 4-м Украинском, с июля 1944 года — 1-м Прибалтийском фронтах.

##### Подвиг
Из наградного листа:

При прорыве сильно укреплённой обороны противника на 1-м Прибалтийском фронте и в наступательных боях с 5 по 11 ноября 1944 года действовал со своим батальоном на передовом отряде бригады. действуя без пехоты он во главе батальона первым врывался в опорные пункты противника: м. Тришкяй, Невидарчяй, Седа, Илякяй. Ворвавшись первым в м. Седа его танк был подожжён, но он продолжал вести бой, уничтожил танк «Тигр» и 2 самоходные пушки. <…> При разгроме опорных пунктов и за период рейда по глубоким тылам противника батальон под его руководством уничтожил: танков и бронетранспортёров — 30, орудий — 25, свыше 100 автомашин с пехотой и военным имуществом. Разгромил до полка пехоты противника. Сам лично уничтожил 3 танка, 5 орудий.

Указом Президиума Верховного Совета СССР от 24 марта 1945 года за образцовое выполнение боевых заданий Командования на фронте борьбы с немецкими захватчиками и проявленные при этом отвагу и геройство капитану Щербину Дмитрию Петровичу присвоено звание Героя Советского Союза с вручением ордена Ленина и медали «Золотая Звезда».

#### Послевоенное время
В 1946 году окончил Ленинградскую высшую офицерскую бронетанковую школу имени В. М. Молотова. С 1969 года полковник Щербин — в запасе. Жил и работал в городе Ясногорск Тульской области.

## Награды
- Медаль «Золотая Звезда» (24 марта 1945)[1];
- орден Ленина (24 марта 1945);
- орден Красного Знамени (1 сентября 1944)[2];
- орден Александра Невского (13 мая 1944)[3];
- орден Отечественной войны I степени (6 ноября 1943[4]; 11 марта 1985[5]);
- орден Красной Звезды (1943).